# Бек-Бузаров, Магомет Иналович
Магомет Иналович Бек-Бузаров — участник Первой мировой войны в составе Ингушского конного полка «Дикой дивизии».

## Биография
Приказом главнокомандующего Кавказской армией от 21 декабря 1914 года был поизведён из унтер-офицеров в прапорщики запаса и определён в 110-й пехотный запасной батальон.
12 февраля 1916 года Бек-Бузаров был произведён в чин поручика.
27 мая 1916 года за участие в Эрзурумской операции в составе 13-го стрелкового Кавказского полка Кавказской армии Бек-Бузаров был награждён орденом Святого Станислава 3-й степени с мечами и бантом.
За отличие в боях против неприятеля в период Брусиловского прорыва поручик Бек-Бузаров был награждён орденом Святой Анны 3-й степени с мечами и бантом.
26 ноября 1916 года был вторично награждён орденом Святой Анны 3-й степени с мечами и бантом за конную атаку села Езёраны. Согласно статуту ордена, он не мог вручаться дважды, поэтому орден был заменён орденом Святой Анны 4 степени с надписью «За храбрость».
26 июня 1917 года сотня Ингушского полка под руководством Бек-Бузарова, ведя бой с превосходящими силами противника у села Циенжув, обратила его в бегство и захватила 8-дюймовое орудие. За этот подвиг Бек-Бузаров был награждён Георгиевским крестом IV степени.